# Grand Prix Hassan II
A Grand Prix Hassan II egy minden évben megrendezésre kerülő férfi tenisztorna Marrákesben. 
A versenyt VI. Mohammed marokkói király alapította 1986-ban. 1990-ig az ATP Challenger Tour része volt. 1990 óta az ATP World Tour 250 Series része, összdíjazása 540 310 euró. A versenyen 32-en vehetnek részt.
A mérkőzéseket szabad téren, salakos borítású pályákon játsszák, 2016-ig a versenyt Casablancában rendezték meg.

## Győztesek

### Egyéni
| Év         | Győztes                | Ellenfél a döntőben    | Eredmény a döntőben |
| Marrákes   |                        |                        |                     |
| 2017       | Borna Ćorić            | Philipp Kohlschreiber  | 5-7, 7-6(3), 7-5    |
| 2016       | Federico Delbonis      | Borna Ćorić            | 6-2, 6-4            |
| Casablanca |                        |                        |                     |
| 2015       | Martin Kližan          | Daniel Gimeno-Traver   | 6-2, 6-2            |
| 2014       | Guillermo García López | Marcel Granollers      | 5-7, 6-4, 6-3       |
| 2013       | Tommy Robredo          | Kevin Anderson         | 7-6(6), 4-6, 6-3    |
| 2012       | Pablo Andújar          | Albert Ramos-Viñolas   | 6-1, 7-6(5)         |
| 2011       | Pablo Andújar          | Potito Starace         | 6-1, 6-2            |
| 2010       | Stanislas Wawrinka     | Victor Hănescu         | 6-2, 6-3            |
| 2009       | Juan Carlos Ferrero    | Florent Serra          | 6-4, 7-5            |
| 2008       | Gilles Simon           | Julien Benneteau       | 7-5, 6-2            |
| 2007       | Paul-Henri Mathieu     | Albert Montañés        | 6-1, 6-1            |
| 2006       | Daniele Bracciali      | Nicolás Massú          | 6-1, 6-4            |
| 2005       | Mariano Puerta         | Juan Mónaco            | 6-4, 6-1            |
| 2004       | Santiago Ventura       | Dominik Hrbatý         | 6-3, 1-6, 6-4       |
| 2003       | Julien Boutter         | Júnesz el-Ajnávi       | 6-2, 2-6, 6-1       |
| 2002       | Júnesz el-Ajnávi       | Guillermo Cañas        | 3-6, 6-3, 6-2       |
| 2001       | Guillermo Cañas        | Tommy Robredo          | 7-5, 6-2            |
| 2000       | Fernando Vicente       | Sébastien Grosjean     | 6-4, 4-6, 7-6       |
| 1999       | Alberto Martín         | Fernando Vicente       | 6-3, 6-4            |
| 1998       | Andrea Gaudenzi        | Álex Calatrava         | 6-4, 5-7, 6-4       |
| 1997       | Hicham Arazi           | Franco Squillari       | 3-6, 6-1, 6-2       |
| 1996       | Tomás Carbonell        | Gilbert Schaller       | 7-5, 1-6, 6-2       |
| 1995       | Gilbert Schaller       | Albert Costa           | 6-4, 6-2            |
| 1994       | Renzo Furlan           | Karim Alami            | 6-2, 6-2            |
| 1993       | Guillermo Pérez-Roldán | Júnesz el-Ajnávi       | 6-4, 6-3            |
| 1992       | Guillermo Pérez-Roldán | Germán López           | 2-6, 7-5, 6-3       |
| 1991       | Elmaradt               | Elmaradt               | Elmaradt            |
| 1990       | Thomas Muster          | Guillermo Pérez-Roldán | 6-1, 6-7, 6-2       |
| 1989       | Tarik Benhabiles       | Mark Koevermans        | 7-6, 6-3            |
| 1988       | Josef Čihák            | David de Miguel        | 6-4, 6-2            |
| 1987       | Lawson Duncan          | Massimiliano Narducci  | 7-5, 6-1            |
| 1986       | Hans Schwaier          | Jörgen Windahl         | 6-3, 6-3            |

### Páros
| Év   | Győztes                             | Ellenfelek a döntőben                  | Eredmény a döntőben |
| 2013 | Julian Knowle / Filip Polášek       | Dustin Brown / Christopher Kas         | 6–3, 6–2            |
| 2012 | Dustin Brown / Paul Hanley          | Daniele Bracciali / Fabio Fognini      | 7–5, 6–3            |
| 2011 | Robert Lindstedt / Horia Tecău      | Colin Fleming / Igor Zelenay           | 6–2, 6–1            |
| 2010 | Robert Lindstedt / Horia Tecău      | Róhan Bópanna / Iszámul-Hak Kuraisi    | 6–2, 3–6, [10–7]    |
| 2009 | Łukasz Kubot / Oliver Marach        | Simon Aspelin / Paul Hanley            | 7–6(4), 3–6, 10–6   |
| 2008 | Albert Montañés / Santiago Ventura  | James Cerretani / Todd Perry           | 6-1, 6-2            |
| 2007 | Jordan Kerr / David Škoch           | Łukasz Kubot / Oliver Marach           | 7-6(4), 1-6, 10-4   |
| 2006 | Julian Knowle / Jürgen Melzer       | Michael Kohlmann / Alexander Waske     | 6-3, 6-4            |
| 2005 | František Čermák / Leoš Friedl      | Martín García / Luis Horna             | 6-4, 6-3            |
| 2004 | Enzo Artoni / Fernando Vicente      | Yves Allegro / Michael Kohlmann        | 3-6, 6-0, 6-4       |
| 2003 | František Čermák / Leoš Friedl      | Devin Bowen / Ashley Fisher            | 6-3, 7-5            |
| 2002 | Stephen Huss / Myles Wakefield      | Martín García / Luis Lobo              | 6-4, 6-2            |
| 2001 | Michael Hill / Jeff Tarango         | Pablo Albano / David Macpherson        | 7-6, 6-3            |
| 2000 | Arnaud Clément / Sébastien Grosjean | Lars Burgsmüller / Andrew Painter      | 7-6, 6-4            |
| 1999 | Fernando Meligeni / Jaime Oncins    | Massimo Ardinghi / Vincenzo Santopadre | 6-2, 6-3            |
| 1998 | Andrea Gaudenzi / Diego Nargiso     | Cristian Brandi / Filippo Messori      | 6-4, 7-6            |
| 1997 | João Cunha-Silva / Nuno Marques     | Karim Alami / Hicham Arazi             | 7-6, 6-2            |
| 1996 | Jiří Novák / David Rikl             | Tomás Carbonell / Francisco Roig       | 7-6, 6-3            |
| 1995 | Tomás Carbonell / Francisco Roig    | Emanuel Couto / João Cunha-Silva       | 6-4, 6-1            |
| 1994 | David Adams / Menno Oosting         | Cristian Brandi / Federico Mordegan    | 6-3, 6-4            |
| 1993 | Mike Bauer / Piet Norval            | Girts Dzelde / Goran Prpić             | 7-5, 7-6            |
| 1992 | Horacio de la Peña / Jorge Lozano   | Girts Dzelde / T.J. Middleton          | 2-6, 6-4, 7-6       |
| 1991 | Elmaradt                            | Elmaradt                               | Elmaradt            |
| 1990 | Todd Woodbridge / Simon Youl        | Paul Haarhuis / Mark Koevermans        | 6-3, 6-1            |
| 1989 | Jaroslav Bulant / Richard Vogel     | Libor Pimek / Florin Segărceanu        | 6-1, 6-3            |
| 1988 | Josef Čihák / Cyril Suk             | Arnaud Boetsch / Denis Langaskens      | 6-2, 6-0            |
| 1987 | José López-Maeso / Alberto Tous     | Massimo Cierro / Alessandro de Minicis | 7-6, 6-2            |
| 1986 | Agustín Moreno / Larry Scott        | Tore Meinecke / Ricki Osterthun        | 7-5, 6-2            |

## Külső hivatkozások
- Hivatalos honlap
- ATP-profil